# Cipriano Rodríguez Santamaría
Cipriano Rodríguez Santamaría (Medellín, 29 de octubre de 1939) es un sacerdote católico, periodista, filósofo, abogado canónigo, teólogo, escritor y pensador colombiano, miembro del Opus Dei.
En 1982 fue nombrado capellán de la Casa de Nariño, en tiempos de la presidencia de Belisario Betancur, y luego se dedicó a la docencia universitaria y la investigación. Santamaría ha estado vinculado por varios años a la Universidad de la Sabana de Colombia, donde es catedrático y miembro del gobierno universitario, además de que por su aporte se bautizó en su honor al archivo histórico de dicho centro de estudios.
Es uno de los muchos descendientes del expresidente Tomás Cipriano de Mosquera, a través de su yerno, el también expresidente Pedro Alcántara Herrán.